# Shadow the Hedgehog
Shadow the Hedgehog (japanisch シャドウ・ザ・ヘッジホッグ Shadou za Hejjihoggu) ist eine Videospielfigur aus der Sonic-Spielreihe- und Universum des Videospielherstellers Sega.
Shadow the Hedgehog debütierte 2001 in Sonic Adventure 2 für das Sega Dreamcast und sollte zunächst nur in diesem Spiel auftreten, wurde jedoch aufgrund der hohen Beliebtheit bei Spielern dauerhaft etabliert und zu einem der wichtigsten Hauptcharaktere der Serie sowie einem der ikonischsten Antihelden der Videospielwelt.
Es handelt sich bei Shadow um eine künstlich von Dr. Eggmans Großvater Professor Gerald Robotnik erschaffene Lebensform in der Gestalt eines Igels, der als „ultimative Lebensform“ bezeichnet wird. Aufgrund seines grob ähnlichen Aussehens wird er zunächst für Sonic the Hedgehog gehalten, sodass dieser für Shadows aus Rachegelüsten verursachten Verbrechen verhaftet und von der Polizei verfolgt wird, was es Sonic erschwert, Shadow als den wahren Gräueltäter zu überführen. Seine populärste Fähigkeit ist Chaos Control, womit er für die Welt um sich herum vorübergehend die Zeit anhalten kann, aber auch mit Hilfe der sieben Chaos Emeralds ist es ihm möglich, die Verwandlung zu Super Shadow zu vollziehen.
Shadow ist einer der tiefgreifendsten Charaktere und Persönlichkeiten der Serie, der dauerhaft ein ebenbürtiger Rivale für Sonic wird. Er zeigt sich immer ernst, aber auch arrogant oder selbstzweifelnd, da ihn lange Zeit Gedächtnislücken plagen, die er im Laufe der Serie füllen kann und erst in seinem eigenen Spiel Shadow the Hedgehog (2005) alle Rätsel über seine Vergangenheit gelüftet werden.
Unter dem Motto Fearless: Year of Shadow kündigte Sega am 9. April 2024 das „Jahr des Shadow“ an. Zum einen ist er der spielbare Hauptcharakter der neuen Kampagnen in Sonic X Shadow Generations (2024) und Dreh- und Angelpunkt der Geschichte des Kinofilms Sonic the Hedgehog 3 (2024).
Sein japanischer Originalsprecher ist seit seinem ersten Auftreten Kōji Yusa, im englischen wurde Shadow bisher von David Humphrey, Jason Anthony Griffith und aktuell von Kirk Thornton gesprochen. Nach Jan Makino, Klaus Lochthove und Matthias Horn sind Felix Spieß seit 2022 in den Videospielen und Benjamin Völz im Kinofilm Sonic the Hedgehog 3 (2024) die deutsche Synchronstimme von Shadow the Hedgehog.

## Entstehung und Name
Schon gegen Ende der Entwicklung von Sonic Adventure (1998) kam Takashi Iizuka und Shiro Maekawa vom Sonic Team die Idee, in einem möglichen Nachfolger auch einen bösartigen, würdigen Rivalen für Sonic einzuführen. Es war auch angedacht, am Ende von Sonic Adventure in einem ersten Teaser den neuen Charakter anzudeuten, doch da noch kein endgültiges Design gefunden war, wurde darauf verzichtet. Als die Entwicklung an Sonic Adventure 2 (2001) begann, war mit eines der ersten Dinge, die das Sonic Team darin implementieren wollte, der dunkle, neue Igel, der Sonic ähnlich sehen sollte. Die Handlung des Spiels wurde anschließend um die neue Charakteridee herumgestrickt. Während der Charakterentwicklung soll Shiro Maekawa eines Nachts spontan die Idee gekommen sein, dass dieser Gegner Sonic als eine Kopie von ihm selbst deklariert, nachdem Sonic ihn als Fälschung bezeichnet, was auch im finalen Spiel umgesetzt wurde.
Zu Beginn der Entwicklung trug der Charakter zunächst den Namen „Terios“, was auf Japanisch sinngemäß übersetzt etwa „Reflexion von“ bedeutet. Als Sonic Adventure 2 und der Charakter auf der E3 2000 erstmals öffentlich gezeigt wurden, trug Shadow noch den Namen Terios, schien sein optisches Aussehen aber bereits gefunden zu haben. Bis zum Trailer am 30. Mai 2001 bekam er den Namen Shadow, englisch für Schatten, da dies zum einen seine dunkle Seite unterstreicht und zum anderen gleichzeitig als ein Schatten von Sonic seine optische Ähnlichkeit zu diesem unterschwellig suggeriert wird.

## Aussehen
Shadow the Hedgehog ist eine künstlich erschaffene Lebensform in der Gestalt eines anthromorphen Igels mit einer groben Ähnlichkeit zu Sonic the Hedgehog, die schon zu mehreren Verwechslungen führte, obwohl Shadows Körper nicht blau, sondern mit kurzem, schwarzen Fell bedeckt ist. Hinzu kommt längeres, weißes Bauchfell auf der Brust und seine Stacheln, die im Gegensatz zu Sonics Stacheln abstehen und nach oben gerichtet sind, weisen alle auf gesamter Stachellänge eine auffällige, rote Färbung auf der oberen Hälfte auf. Shadow trägt weiß-rote Schuhe, die ihm mit Hoverantrieb genug zusätzliche Beschleunigung ermöglichen, sodass er mit Sonics Geschwindigkeit mithalten kann und weiße Handschuhe an beiden Händen. An jedem Handgelenk und Knöchel trägt Shadow je einen sogenannten Inhibitor Ring, der seine wahre Kraft hemmt und zurückhält. Diese kann er aber jederzeit ausziehen, wenn er seine gesamte Kraft nutzen möchte, wie am Ende von Sonic Adventure 2 (2001) oder am Ende der Shadow-Story in Sonic the Hedgehog (2006). Anders als bei den anderen Charakteren verändert Shadow sein Aussehen auch im Sonic Boom-Universum nicht, sondern trägt nur geringfügig andere Schuhe und Handschuhe.

## Hintergrundgeschichte
Über 50 Jahre vor den Ereignissen von Sonic Adventure 2 (2001) wurde Shadow the Hedgehog von Professor Gerald Robotnik an Bord der Weltraumkolonie ARK künstlich erschaffen. Professor Gerald Robotniks Ziel war es, seine geliebte Enkelin Maria Robotnik von ihrer bisher unheilbaren Krankheit namens Neuro-Immune Deficiency Syndrome, kurz NIDS, weswegen sie isoliert von Menschen bei ihrem Großvater auf der ARK leben musste, zu erlösen. Den Schlüssel dazu sah Professor Gerald Robotnik in der Forschung zur sogenannten ultimativen Lebensform, doch seine bisherigen Ergebnisse, wie der Biolizard, blieben diesbezüglich ohne Erfolg. Vom Blut des Außerirdischen Black Doom, von dem ewiges Leben versprochen wurde, gelang es Professor Gerald Robotnik dann, mit Shadow the Hedgehog die in seinen Augen ultimative Lebensform zu kreieren. Doch er traute Black Doom nicht gänzlich und schuf auch die Eclipse Cannon, um notfalls Black Dooms Heimatplaneten Black Comet zerstören zu können. Fortan wurde Shadow zu Maria Robotniks ständigen Wegbegleiter und die beiden bauten eine tiefe Bindung zueinander auf. So redete Maria mit Shadow über ihre Träume, dass ihre Krankheit geheilt werden und sie auf der Erde leben könnte.
Doch eines Tages stürmte das Militär des Präsidenten die Weltraumkolonie ARK, weil gerüchteweise illegale Forschungen betrieben wurden und die unbekannten Verhandlungen mit Black Doom den Präsidenten verunsicherten. Im Trubel dieses Angriffs erschoss ein Soldat Maria Robotnik übereilig, nachdem sie Shadow in einer Kapsel in Sicherheit bringen konnte, in Sorge, die Soldaten könnten ihm etwas antun. Tatsächlich brachte das Militär Shadow anschließend zur Verwahrung in eine geheime Basis. Doch Professor Gerald Robotnik wurde nach Marias Tod immer verrückter und verlor den Verstand. Voller Hass und Rachegelüste beschloss er, den Weltuntergang herbeizuführen, brauchte dafür aber die sieben Chaos Emeralds in der Konsole der ARK. Er bereitete auch ein Video vor, welches weltweit ausgestrahlt werden würde, sobald dieser Moment gekommen sei. Da dann die ARK mit solcher Wucht auf der Erde einstürzen sollte, dass nirgendwo menschliches Leben mehr möglich sei. Doch bevor er die Chaos Emeralds bekommen konnte, wurde Professor Gerald Robotnik verhaftet, schwur im Gefängnis Rache und starb in Gefangenschaft.
50 Jahre später nehmen die Ereignisse in Sonic Adventure 2 (2001) ihren Lauf, als Dr. Eggman durch das Tagebuch seines Großvaters von der ultimativen Lebensform Shadow erfährt und ihn mit dem Passwort „Maria“ aus seiner Gefangenschaft in der Militärbasis befreit. Shadow hat große Gedächtnislücken und denkt zunächst, er müsse sich für Marias Tod an der Menschheit rächen. Dabei sammelt er die sieben Chaos Emeralds, die er teils gewaltsam stiehlt und Sonic the Hedgehog dafür verantwortlich gemacht und verhaftet wird. Dieser stellt Shadow daraufhin mehrfach zur Rede und es kommt zu Kämpfen. Letzten Endes leitet Shadow mit Hilfe des unwissenden Dr. Eggman den von Professor Gerald Robotnik geplanten Weltuntergangsplan Jahrzehnte nach seinem Tod doch noch ein. Während Sonic und die anderen diesen zu verhindern versuchen, redet Amy Rose mit Shadow und dieses Gespräch erinnert ihn an Marias wahre Worte, dass er den Menschen eine Chance geben solle. Um den Weltuntergang zu verhindern, kämpft Shadow gegen seinen eigenen Prototypen Biolizard und verwandelt sich erstmals zu Super Shadow, um an der Seite von Super Sonic die Welt zu retten. Anschließend verlassen ihn seine Kräfte und Shadow wird für tot gehalten.
In Sonic Heroes (2003) wird der totgeglaubte Shadow von Rouge entdeckt, der sich zunächst an Nichts erinnern kann. Als später unzählige, inaktive Shadow-Klone aufgefunden werden, wissen weder er selbst, noch die anderen Helden, ob er das Original oder nur einer von vielen Klonen ist. Während ihn seine Erinnerungslücken weiter beschäftigen, taucht in Shadow the Hedgehog (2005) Black Doom wieder auf, der auf Professor Gerald Robotniks Teil der Abmachung besteht und deswegen die Menschheit angreift. Shadow sieht in Black Doom den Schlüssel zu seinen fehlenden Erinnerungen und nachdem Shadow es schafft, seine Vergangenheit komplett zu rekonstruieren, ist es Shadow, der Black Doom besiegt und dessen Heimatplaneten Black Comet mit der Eclipse Cannon vernichtet, so wie es Professor Gerald Robotnik geplant hatte. Während des Kampfes gegen Black Doom berichtet Dr. Eggman per Funkgerät, dass es sich bei diesem Shadow zu jedem Zeitpunkt um das einzig wahre Original gehandelt habe und ein Roboter von Dr. Eggman Shadow am Ende von Sonic Adventure 2, als ihn seine Kräfte verließen, gerettet und in Sicherheit gebracht habe, bis er dort in Sonic Heroes von Rouge wieder aufgefunden wurde.

## Charakter
Shadow zeigt sich meist von der unnahbaren Seite, bleibt erstrangig cool und ruhig. In frühen Jahren war er Maria Robotnik ein bedingungslos treuer und loyaler Freund. Mit Einsetzen der Handlung in Sonic Adventure 2, im Glauben er müsse Rache an der Menschheit verüben, zeigt er sich zunächst bösartig und aggressiv. Anderen Gegnern, wie bei seinen ersten Begegnungen mit Sonic, zeigt er sich zunächst arrogant, überheblich und siegessicher, teils wohl aus tatsächlicher Überzeugung seiner Fähigkeiten als „ultimative Lebensform“, als die sich öfter selbst bezeichnet, teils um eventuelle Unsicherheiten zu überspielen. Diese Eigenschaften verliert er gegenüber seinen Herausforderern nur, wenn er sie als ebenbürtig erkennt, wie es mit Sonic und seinen Freunden geschieht.
Shadow ist sowohl ein Einzelgänger, aber auch außerordentlich teamfähig. So verbündet er sich mit Dr. Eggman, aber auch in mehreren Abenteuern mit Rouge the Bat und E-123 Omega und scheut auch nicht davor zurück, an der Seite von Sonic zu kämpfen. Obwohl er es nicht zeigen will, hat er ein Herz und rettet beispielsweise Rouge in Sonic Adventure 2 das Leben. Amys Worte bringen Shadow dazu, sich an Marias wahre Worte zu erinnern, dass er den Menschen eine Chance geben soll und verliert eine Träne, bevor sich auf den Weg macht, Sonic zu helfen. Er geht dabei so weit, dass er am Ende von Sonic Adventure 2 anscheinend sein Leben für die Menschheit opfert. Erst später stellt sich heraus, dass er mit Gedächtnislücken überlebt hat, doch auf der Suche nach Antworten zeigt sich Shadow in Sonic Heroes (2003) und Shadow the Hedgehog (2005) deutlich in sich gekehrter und selbstzweifelnder. Erst als er seine Antworten erhalten hat und über sich selbst Bescheid weiß, tritt Shadow wieder selbstbewusster auf. Er kämpft dann für das Gute und für Gerechtigkeit, jedoch auf seine eigene, zurückhaltende Art.
Shadow hat keinen Sinn für Humor, lacht nie und bleibt immer ernst. Wenn beispielsweise Rouge ihn zu Necken versucht, scheint ihm das sogar sehr unangenehm zu sein. In Sonic Boom: Lyrics Aufstieg (2014) wurde Shadow von den externen Entwicklern Big Red Button komplett Out of Character dargestellt, da er Sonic grundlos angreift und meint, seine Freunde machen Sonic schwach, obwohl er selbst auch ein Teamplayer ist. Dass Klone von ihm in Sonic Forces (2017) für Infinite kämpfen, gefällt ihm gar nicht und hilft auch hier den Rebellen im Kampf gegen das Böse und seine eigenen Klone. Zuvor hatte Shadow in seiner Überlegenheit mit herablassenden Art gegenüber schwächeren Gegnern Infinite verärgert und ihn damit überhaupt erst zu dieser drastischeren Vorgehensweise bewegt.

## Fähigkeiten
Genauso wie Sonic verfügt Shadow über die Spin Attack und die Homing Attack. Sein Somersault ist deutlich langsamer als Sonics Spin Dash, umgibt Shadow während seiner Rolle aber mit Flammen, womit er Gegnern Schaden zufügen kann. Shadow kann ähnlich schnell wie Sonic rennen, wobei er dies seinen hoverfähigen Schuhen zu verdanken hat, mit denen er mehr schwebt als rennt. Auch kann Shadow an Stangen und Vorrichtungen grinden und attackiert auch, indem er während eines Sprungs Tritte verteilt. In Sonic Adventure 2 (2001) erhält Shadow zudem über die Air Shoes die Fähigkeit des Light Dash, um an Reihen von Ringen entlangzudüsen, das Ancient Light für die Light Attack und den Flame Ring für einen stärkeren Somersault. Zudem fährt Shadow mehrfach Motorrad oder gepanzerte Fahrzeuge, kann also damit und auch in Shadow the Hedgehog (2005) mit Schusswaffen umgehen.
Bei seiner ersten Begegnung mit Sonic demonstriert Shadow erstmals seine Vorzeige-Fähigkeit namens Chaos Control, womit er mit der Kraft eines einzelnen Chaos Emerald für einen Moment die Zeit deutlich verlangsamen oder komplett anhalten und nur sich selbst währenddessen bewegen kann. Im Laufe von Sonic Adventure 2 (2001) lernt Sonic diese Fähigkeit jedoch auch und stellt dabei sogar fest, dass man dafür nicht zwingend einen Chaos Emerald benötigt. Mit dem Chaos Spear kann Shadow Blitze aus seiner Hand auf den Gegner abfeuern und ihm damit Schaden zufügen oder paralysieren. Großflächigen Schaden kann Shadow seit dem Spiel Shadow the Hedgehog (2005) mit dem Chaos Blast anrichten, indem er sich mit einer runden Energiekugel umgibt, die größer wird und schließlich explodiert, jedoch scheint ihn diese Technik auch selbst körperlich zu erschöpfen.

## Super Shadow
Mit der Kraft aller sieben Chaos Emeralds kann sich Shadow in Super Shadow verwandeln. Dabei umgibt ihn eine goldene Aura und sein schwarzes Fell wird bis auf seine rotgefärbten Stellen auf den Stacheln hellgolden, deutlich heller als Super Sonics gelbgoldene Farbe. Super Shadow ist unverwundbar und kann mit Leichtigkeit blitzschnell durch das Weltall und durch die Lüfte fliegen, sowie mit stärkeren Chaos Spear attackieren, jedoch kann er diese Form abhängig von seinen verfügbaren Ringen nur für einen begrenzten Zeitraum aufrechterhalten.
Erstmals verwandelt sich Shadow in Sonic Adventure 2 (2001) zu Super Shadow und kämpft an der Seite von Super Sonic gegen den Finalhazard, um anschließend mit einer gemeinsamen Chaos Control die Weltraumkolonie ARK am Eintritt in die Erdatmosphäre zu hindern, woraufhin ihn die Kräfte verlassen und er zunächst auch für tot gehalten wird. Nach seiner Rückkehr kommt es in Shadow the Hedgehog (2005) zur zweiten Verwandlung zu Super Shadow und zum Kampf gegen Doom Devil, den Super Shadow diesmal alleine bestreitet und gewinnt. Ähnlich wie schon zuvor nutzt Super Shadow Chaos Control, um den Black Comet wieder ins Weltall zu teleportieren, woraufhin er von der Eclipse Cannon zerstört wird. In Sonic the Hedgehog (2006) verwandelt sich Shadow zusammen mit Sonic und Silver, die zu Super Sonic und Super Silver werden, auch zum dritten Mal zu Super Shadow, um mit ihnen gegen Solaris zu kämpfen und zu siegen.

## Synchronsprecher

### Japanische Synchronisation
Der erste, japanische Synchronsprecher von Shadow the Hedgehog war der am 12. August 1968 geborene Kōji Yusa. Seit seinem ersten Auftritt in Sonic Adventure 2 (2001), in allen folgenden Spielen und auch in den TV-Serien Sonic X (2003–2005), Sonic Boom (2014–2017) und Sonic Prime (2022–2024) war Kōji Yusa bislang die japanische Stimme von Shadow the Hedgehog. Als Shadow in Sonic the Hedgehog 3 (2024) erstmals in einem Kinofilm auftrat, wurde er dort stattdessen von Toshiyuki Morikawa gesprochen.
| Japanische Synchronsprecher von Shadow the Hedgehog | Japanische Synchronsprecher von Shadow the Hedgehog | Japanische Synchronsprecher von Shadow the Hedgehog | Japanische Synchronsprecher von Shadow the Hedgehog |
| Zeitraum                                            | Synchronsprecher                                    | Erstmals                                            | Letztmals                                           |
| --------------------------------------------------- | --------------------------------------------------- | --------------------------------------------------- | --------------------------------------------------- |
| seit 2001 bis heute                                 | Kōji Yusa                                           | Sonic Adventure 2 (2001)                            | Sonic X Shadow Generations (2024)                   |
| seit 2024 bis heute                                 | Toshiyuki Morikawa                                  | Sonic the Hedgehog 3 (2024)                         | Sonic the Hedgehog 3 (2024)                         |

### Englische Synchronisation
Für die Auftritte in Sonic Adventure 2 (2001), Sonic Battle (2003) und Sonic Heroes (2003) wurde Shadow vom 1973 geborenen David Humphrey gesprochen, einem früheren Schulfreund des damaligen Sonic-Sprechers Ryan Drummond, der zuvor keine Erfahrung mit Synchronsprecharbeiten hatte und im Anschluss auch nur in wenigen Videospielen kleinere Rollen sprach. Zudem wurden in Sonic Adventure 2 während des Finalkampfes mehrere Sprachpassagen von Super Shadow auch von Ryan Drummond gesprochen, sodass während Super Shadows Kampf mehrfach zwischen Sprachsamples von David Humphrey und Ryan Drummond gewechselt wird.
Als für die TV-Serie Sonic X (2003–2005) ein komplett neuer Sprechercast eingeführt wurde, übernahm Jason Anthony Griffith sowohl die Rolle von Sonic, als auch für Shadow und sprach beide Figuren über mehrere Jahre hinweg, so beispielsweise in den Spielen Shadow the Hedgehog (2005), Sonic the Hedgehog (2006) oder Sonic und der Schwarze Ritter (2009). Mit dem erneuten Austausch des Sprechercast im Jahre 2010 wurde Kirk Thornton die neue Stimme von Shadow, erstmals zu hören in Sonic Free Riders (2010) und anschließend auch beispielsweise in Sonic Generations (2011), Sonic Boom: Lyrics Aufstieg (2014), in der TV-Serie Sonic Boom (2014–2017), Sonic Forces (2017) und zuletzt in Sonic X Shadow Generations (2024). In der Netflix-Serie Sonic Prime (2022–2024) wird Shadow von Ian Hanlin gesprochen. Für den Kinofilm Sonic the Hedgehog 3 (2024) holte man mit Keanu Reeves einen prominenten Sprecher für Shadow an Bord.
| Englische Synchronsprecher von Shadow the Hedgehog | Englische Synchronsprecher von Shadow the Hedgehog | Englische Synchronsprecher von Shadow the Hedgehog | Englische Synchronsprecher von Shadow the Hedgehog |
| Zeitraum                                           | Synchronsprecher                                   | Erstmals                                           | Letztmals                                          |
| -------------------------------------------------- | -------------------------------------------------- | -------------------------------------------------- | -------------------------------------------------- |
| 2001–2003                                          | David Humphrey                                     | Sonic Adventure 2 (2001)                           | Sonic Heroes (2003)                                |
| 2003–2010                                          | Jason Anthony Griffith                             | Sonic X (2003–2005)                                | Sonic & Sega All-Stars Racing (2010)               |
| 2022–2024                                          | Ian Hanlin                                         | Sonic Prime (2022–2024)                            | Sonic Prime (2022–2024)                            |
| seit 2010 bis heute                                | Kirk Thornton                                      | Sonic Free Riders (2010)                           | Sonic X Shadow Generations (2024)                  |
| seit 2024 bis heute                                | Keanu Reeves                                       | Sonic the Hedgehog 3 (2024)                        | Sonic the Hedgehog 3 (2024)                        |

### Deutsche Synchronisation
Der erste, deutsche Shadow-Synchronsprecher war Jan Makino in der TV-Serie Sonic X (2003–2005, deutsche Synchronisation 2004–2005). Seit Sonic-Videospiele ab 2011 auch auf Deutsch synchronisiert werden, galt Klaus Lochthove als die Stammstimme von Shadow the Hedgehog, erstmals in Sonic Generations (2011), aber auch in Sonic Boom: Lyrics Aufstieg (2014) (in der TV-Serie Sonic Boom (2014–2016) übernahm in einer Episode Matthias Horn die Rolle) , Sonic Forces (2017) und zuletzt in Sonic bei den Olympischen Spielen Tokyo 2020 (2020), ehe Klaus Lochthove am 17. August 2023 verstarb. In der Netflix-Serie Sonic Prime (2022–2024) wurde Shadow von Felix Spieß gesprochen, welcher Shadow ab Sonic X Shadow Generations (2024) fortan auch in Videospielen seine Stimme lieh. Für den Kinofilm Sonic the Hedgehog 3 (2024) holte man im englischsprachigen Original mit Keanu Reeves eine prominenten Sprecher für Shadow an Bord, folglich korrekt wurde Reeves’ deutscher Stammsprecher Benjamin Völz die deutsche Shadow-Stimme im Sonic-Filmuniversum.
| Deutsche Synchronsprecher von Shadow the Hedgehog | Deutsche Synchronsprecher von Shadow the Hedgehog | Deutsche Synchronsprecher von Shadow the Hedgehog | Deutsche Synchronsprecher von Shadow the Hedgehog   |
| Zeitraum                                          | Synchronsprecher                                  | Erstmals                                          | Letztmals                                           |
| ------------------------------------------------- | ------------------------------------------------- | ------------------------------------------------- | --------------------------------------------------- |
| 2004                                              | Jan Makino                                        | Sonic X (2003–2005)                               | Sonic X (2003–2005)                                 |
| 2011–2020                                         | Klaus Lochthove                                   | Sonic Generations (2011)                          | Sonic bei den Olympischen Spielen Tokyo 2020 (2020) |
| 2016                                              | Matthias Horn                                     | Sonic Boom (Folge 52)                             | Sonic Boom (Folge 52)                               |
| seit 2022 bis heute                               | Felix Spieß                                       | Sonic Prime (2022–2024)                           | Sonic X Shadow Generations (2024)                   |
| seit 2024 bis heute                               | Benjamin Völz                                     | Sonic the Hedgehog 3 (2024)                       | Sonic the Hedgehog 3 (2024)                         |

## Videospielauftritte
Shadow the Hedgehog taucht das erste Mal in Sonic Adventure 2 (2001) für das Sega Dreamcast auf, welches später als Sonic Adventure 2 Battle (2001) auch für den Nintendo GameCube veröffentlicht wurde. Darin wird Shadow, bezeichnet als die ultimative Lebensform, nach 50 Jahren von Dr. Eggman als Vermächtnis seines Großvaters Professor Gerald Robotnik gefunden. Zusammen mit Dr. Eggman und Rouge the Bat trägt Shadow die sieben Chaos Emeralds auf der Weltraumkolonie ARK zusammen, wird auf seinem Weg aber oftmals mit dem ihm ebenbürtigen Sonic the Hedgehog konfrontiert. Erst durch ein Gespräch mit Amy Rose erinnert sich Shadow daran, dass die vor 50 Jahren erschossene Maria Robotnik ihn nicht um Rache, sondern um Vergebung an die Menschheit bat. Shadow hilft Sonic und seinen Freunden als Super Shadow dabei, den bevorstehenden Weltuntergang doch noch abzuwenden, scheint dabei aber sein eigenes Leben zu opfern. Diese Geschichte wird auch in der TV-Serie Sonic X (2003–2005) behandelt.
Obwohl dies von den Entwicklern zunächst als der einzige Auftritt von Shadow angedacht war, so wurde aufgrund der hohen Sympathie und Begeisterung der Spieler für Shadow der Charakter bald wieder zurückgebracht. Nachdem er bereits in Sonic Battle (2003) wieder auftrat, folgte die Erklärung dafür in der chronologisch erzählten Fortsetzung Sonic Heroes (2003). Dort findet Rouge Shadow vor, der sich an nichts erinnern kann und die beiden bilden zusammen mit E-123 Omega das Team Dark. Im Laufe der Handlung finden sie unzählige, inaktive Shadow-Klone vor und es ist zunächst unklar, ob es sich beim zuerst gefundenen Shadow um das Original oder auch nur um einen Klon handelt. In Shadow the Hedgehog (2005) verspricht ihm ein Außerirdischer namens Black Doom, der tatsächlich mehr zu wissen scheint, Antworten auf Shadows Fragen. Shadow erfährt, dass er mit Black Dooms Blut geschaffen wurde und auch, dass er das einzig wahre Original ist, da er nach den Ereignissen von Sonic Adventure 2 von einem von Dr. Eggmans Robotern gerettet und in Sicherheit gebracht wurde, bis Rouge ihn dort wieder auffand. Als Super Shadow kann er Black Doom besiegen und wie von seinem Schöpfer Professor Gerald Robotnik angedacht, den Black Comet mit der Eclipse Cannon vernichten. Ab jetzt ist sich Shadow voll im Klaren über seine Vergangenheit und kann diese nun hinter sich lassen.
In Sonic the Hedgehog (2006) arbeitet Shadow für den Präsidenten und rettet Rouge aus Dr. Eggmans Basis, die dort das „Zepter der Finsternis“ gestohlen hat. Als dieses zerbricht, erscheint eine Kreatur namens Mephiles, die Shadow ähnlich sieht und aus zunächst unerkennbaren Gründen sehr wütend auf Shadow ist. Mephiles will Shadow glauben machen, dass die Menschen Shadow angreifen würden, damit er diese an Mephiles' Seite bekämpft, doch Shadow durchschaut den Trick und kämpft gegen ihn. Als Shadow später mit Silver the Hedgehog zehn Jahre in die Vergangenheit reist, wird er Zeuge von der versehentlichen Erschaffung von Mephiles, der Shadows Form annimmt, aber von Shadow im „Zepter der Finsternis“ verschlossen wird, bis dieses in der zurückliegenden Zukunft zerbrechen wird. Zurück in der Gegenwart schlägt eine erneute Versiegelung von Mephiles in einem neuen Zepter fehl, sodass Shadow, der inzwischen wieder von Rouge und E-123 Omega begleitet wird, seine Inhibitor Rings ablegen muss, um mit seiner vollen Kraft gegen den mächtigeren Mephiles zu bestehen. Als dieser sich später mit Iblis zu Solaris vereint, kämpft Shadow als Super Shadow an der Seite von Super Sonic und Super Silver siegreich gegen Solaris.
Inzwischen ist Shadow zu einem Stammcharakter der Serie geworden, der grundsätzlich in Sonic-Spielen mit Charakterroster auftaucht. So ist Shadow der zweite, spielbare Charakter neben Sonic in Sega Superstars (2004) und eine Spielfigur in Spielen wie Sonic Riders (2006) und Nachfolger, Sonic Rivals (2006) und Nachfolger, Mario & Sonic bei den Olympischen Spielen (2007) und Nachfolger, Sonic & Sega All-Stars Racing (2010) und Nachfolger und im Minispiel-Mehrspielermodus von Sonic und die Geheimen Ringe (2007). Als Sonic ab Super Smash Bros. Brawl (2008) der Kämpferriege der Serie betritt, taucht Shadow dort und in den Nachfolgern Super Smash Bros. for Nintendo 3DS / for Wii U (2014) sowie Super Smash Bros. Ultimate (2018) immer als Helfertrophäe, sowie als reguläre Trophäe, Sticker (Brawl) und Geist (Ultimate, normale Form und als Super Shadow) auf.
Shadow kämpft auch in Sonic Chronicles: Die Dunkle Bruderschaft (2008) mit und schlüpft in Sonic und der Schwarze Ritter (2009) in die Rolle von Lancelot, einem der drei Rittern der Tafelrunde, der im Laufe des Spiels auch spielbar wird. In Sonic Generations (2011) muss Sonic noch einmal den Kampf gegen Shadow vom Ende von Sonic Adventure 2 bestreiten, auch in Sonic Boom: Lyrics Aufstieg (2014) und in der TV-Serie Sonic Boom (2014–2017) kommt es zum Kampf Sonic gegen Shadow, während er in Sonic Boom: Der zerbrochene Kristall (2014) von einem von Lyrics Gedankenkontrollgeräten befreit wird. Nachdem eine Armee von mitunter Shadow-Klonen in Sonic Forces (2017) fast die Weltherrschaft für Dr. Eggman und Infinite eingebracht hat, so taucht auch der echte Shadow auf und hilft den Rebellen im Kampf gegen auch seine eigenen Klone. Sonic Forces erhielt zudem ein DLC namens Episode Shadow, in dem eine Vorgeschichte erzählt wird, in der Infinite zuvor bereits auf Shadow traf und aufgrund seiner Niederlage Rache an Shadow schwörte.
In einer Post-Credit-Szene des zweiten Sonic-Kinofilms Sonic the Hedgehog 2 (2022) von Paramount Pictures wird Shadow the Hedgehog gezeigt, der aus einer 50 Jahre andauerten Verwahrung befreit wird. Dies stellt ein Foreshadowing für den bereits angekündigten, dritten Sonic-Kinofilm dar, welcher offensichtlich die Ereignisse von Sonic Adventure 2 nacherzählt oder zumindest darauf basiert. Zudem ist Shadow ein Hauptcharakter in der Netflix-Serie Sonic Prime (2022–2024).
| Videospielauftritte von Shadow the Hedgehog | Videospielauftritte von Shadow the Hedgehog                  | Videospielauftritte von Shadow the Hedgehog                  | Videospielauftritte von Shadow the Hedgehog |
| Jahr                                        | Videospiel                                                   | Ursprüngliches System                                        | Rolle                                       |
| ------------------------------------------- | ------------------------------------------------------------ | ------------------------------------------------------------ | ------------------------------------------- |
| 2001                                        | Sonic Adventure 2                                            | Sega Dreamcast                                               | Spielbarer Charakter                        |
| 2001                                        | Sonic Adventure 2 Battle                                     | Nintendo GameCube                                            | Spielbarer Charakter                        |
| 2002                                        | Sonic Mega Collection                                        | Nintendo GameCube                                            | Kurzauftritt                                |
| 2003                                        | Sonic Battle                                                 | Game Boy Advance                                             | Spielbarer Charakter                        |
| 2003                                        | Sonic Heroes                                                 | Nintendo GameCube, PlayStation 2, Xbox                       | Spielbarer Charakter                        |
| 2004                                        | Sonic X: A Super Sonic Hero                                  | Game Boy Advance                                             | Kurzauftritt                                |
| 2004                                        | Sonic Mega Collection Plus                                   | PlayStation 2, Xbox, PC                                      | Kurzauftritt                                |
| 2004                                        | Sega Superstars                                              | PlayStation 2                                                | Spielbarer Charakter                        |
| 2005                                        | Sonic Gems Collection                                        | Nintendo GameCube, PlayStation 2                             | Kurzauftritt                                |
| 2005                                        | Shadow the Hedgehog                                          | Nintendo GameCube, PlayStation 2, Xbox                       | Spielbarer Charakter                        |
| 2006                                        | Sonic Riders                                                 | Nintendo GameCube, PlayStation 2, Xbox, PC                   | Spielbarer Charakter                        |
| 2006                                        | Sonic the Hedgehog                                           | PlayStation 3, Xbox 360                                      | Spielbarer Charakter                        |
| 2006                                        | Sonic Rivals                                                 | PlayStation Portable                                         | Spielbarer Charakter                        |
| 2007                                        | Sonic und die Geheimen Ringe                                 | Wii                                                          | Spielbarer Charakter                        |
| 2007                                        | Mario & Sonic bei den Olympischen Spielen                    | Wii, Nintendo DS                                             | Spielbarer Charakter                        |
| 2007                                        | Sonic Rivals 2                                               | PlayStation Portable                                         | Spielbarer Charakter                        |
| 2007                                        | Sega Rally                                                   | PlayStation 3, PlayStation Portable, Xbox 360, PC            | Cameo-Gastauftritt                          |
| 2008                                        | Super Smash Bros. Brawl                                      | Wii                                                          | Nebencharakter                              |
| 2008                                        | Sonic Riders: Zero Gravity                                   | Wii, PlayStation 2                                           | Spielbarer Charakter                        |
| 2008                                        | Sega Superstars Tennis                                       | Wii, Nintendo DS, PlayStation 3, PlayStation 2, Xbox 360     | Spielbarer Charakter                        |
| 2008                                        | Sonic bei den Olympischen Spielen                            | Mobile                                                       | Spielbarer Charakter                        |
| 2008                                        | Sonic Chronicles: Die Dunkle Bruderschaft                    | Nintendo DS                                                  | Spielbarer Charakter                        |
| 2009                                        | Sonic und der Schwarze Ritter                                | Wii                                                          | Spielbarer Charakter                        |
| 2009                                        | Mario & Sonic bei den Olympischen Winterspielen              | Wii, Nintendo DS                                             | Spielbarer Charakter                        |
| 2009                                        | Sonic PC Collection                                          | PC                                                           | Spielbarer Charakter                        |
| 2010                                        | Sonic bei den Olympischen Winterspielen                      | Mobile                                                       | Spielbarer Charakter                        |
| 2010                                        | Sonic & Sega All-Stars Racing                                | Wii, Nintendo DS, PlayStation 3, PlayStation 2, Xbox 360, PC | Spielbarer Charakter                        |
| 2010                                        | Sonic Free Riders                                            | Xbox 360                                                     | Spielbarer Charakter                        |
| 2011                                        | Dreamcast Collection                                         | PC                                                           | Spielbarer Charakter                        |
| 2011                                        | Puyo Puyo! 20th Anniversary                                  | Wii, Nintendo 3DS, Nintendo DS, PSP                          | Cameo-Gastauftritt                          |
| 2011                                        | Sonic Generations                                            | PlayStation 3, Xbox 360, PC, Nintendo 3DS                    | Nebencharakter                              |
| 2011                                        | Mario & Sonic bei den Olympischen Spielen London 2012        | Wii                                                          | Spielbarer Charakter                        |
| 2012                                        | Sonic & All-Stars Racing Transformed                         | PS3, PlayStation Vita, Xbox 360, Wii U, 3DS, PC, Mobile      | Spielbarer Charakter                        |
| 2013                                        | Sonic Dash                                                   | Mobile                                                       | Spielbarer Charakter                        |
| 2013                                        | Sonic Athletics                                              | Arcade                                                       | Spielbarer Charakter                        |
| 2013                                        | Mario & Sonic bei den Olympischen Winterspielen Sotschi 2014 | Wii U                                                        | Spielbarer Charakter                        |
| 2014                                        | Puyo Puyo Tetris                                             | PS4, PS3, PSVita, Nintendo Switch, Wii U, 3DS, Xbox 360, PC  | Cameo-Gastauftritt                          |
| 2014                                        | Sonic Jump Fever                                             | Mobile                                                       | Spielbarer Charakter                        |
| 2014                                        | Super Smash Bros. for Nintendo 3DS                           | Nintendo 3DS                                                 | Nebencharakter                              |
| 2014                                        | Sonic Boom: Lyrics Aufstieg                                  | Wii U                                                        | Gegner                                      |
| 2014                                        | Sonic Boom: Der zerbrochene Kristall                         | Nintendo 3DS                                                 | Nebencharakter                              |
| 2014                                        | Super Smash Bros. for Wii U                                  | Wii U                                                        | Nebencharakter                              |
| 2014                                        | Hero Bank 2                                                  | Nintendo 3DS                                                 | Cameo-Gastauftritt                          |
| 2015                                        | Sonic Runners                                                | Mobile                                                       | Spielbarer Charakter                        |
| 2015                                        | Lego Dimensions                                              | PlayStation 4, PlayStation 3, Xbox One, Xbox 360, Wii U      | Nebencharakter                              |
| 2015                                        | Sonic Dash 2: Sonic Boom                                     | Mobile                                                       | Spielbarer Charakter                        |
| 2016                                        | Mario & Sonic bei den Olympischen Spielen Rio 2016           | Wii U, Nintendo 3DS, Arcade                                  | Spielbarer Charakter                        |
| 2017                                        | Sonic Forces                                                 | PlayStation 4, Xbox One, Nintendo Switch, PC                 | Spielbarer Charakter                        |
| 2017                                        | Sonic Runners Adventure                                      | Mobile                                                       | Spielbarer Charakter                        |
| 2017                                        | Sonic Forces: Speed Battle                                   | Mobile                                                       | Spielbarer Charakter                        |
| 2018                                        | Sega Heroes                                                  | Mobile                                                       | Cameo-Gastauftritt                          |
| 2018                                        | Super Smash Bros. Ultimate                                   | Nintendo Switch                                              | Nebencharakter                              |
| 2019                                        | Monster Super League                                         | Mobile                                                       | Cameo-Gastauftritt                          |
| 2019                                        | Team Sonic Racing                                            | PlayStation 4, Xbox One, Nintendo Switch, PC                 | Spielbarer Charakter                        |
| 2019                                        | Sonic Racing                                                 | Mobile                                                       | Spielbarer Charakter                        |
| 2019                                        | Mario & Sonic bei den Olympischen Spielen Tokyo 2020         | Nintendo Switch, Arcade                                      | Spielbarer Charakter                        |
| 2020                                        | Sonic bei den Olympischen Spielen Tokyo 2020                 | Mobile                                                       | Spielbarer Charakter                        |
| 2021                                        | Minecraft                                                    | Bedrock-Version Modifikation                                 | Spielbarer Charakter                        |
| 2022                                        | Sonic Speed Simulator                                        | PS5, PS4, Xbox Series, Xbox One, PC, Mobile                  | Spielbarer Charakter                        |
| 2023                                        | The Murder of Sonic the Hedgehog                             | PC                                                           | Nebencharakter                              |
| 2024                                        | Super Monkey Ball: Banana Rumble                             | Nintendo Switch                                              | Cameo-Gastauftritt                          |
| 2024                                        | Fortress Saga: AFK RPG                                       | Mobile                                                       | Spielbarer Charakter                        |
| 2024                                        | Sonic X Shadow Generations                                   | Nintendo Switch, PS5, PS4, Xbox Series, Xbox One, PC         | Hauptcharakter                              |
| 2024                                        | Sonic Dream Team                                             | Apple Arcade                                                 | Spielbarer Charakter (Dez. 2024 Update)     |
| 2025                                        | Sonic Rumble                                                 | PC, Mobile                                                   | Spielbarer Charakter                        |

## Film und Fernsehen
In der Serie Sonic X (2003–2005) taucht Shadow auf, als die Geschichte von Sonic Adventure 2 (2001) nacherzählt und Shadows Vergangenheit beleuchtet wird. Daraufhin ist Shadow in der 3. Staffel der Serie präsenter. Die Episode „Flucht“ von Breaking Bad zeigt deutlich, wie Jesse und Brock mit Sonic und Shadow im Mehrspielermodus von Sonic the Hedgehog (2006) gegeneinander spielen.
In Sonic Boom (2014–2017) taucht Shadow in den drei Episoden „Um einen Igel zu besiegen, brauchts ein Dorf“, „Eggman: The Video Game – Part 1“ und „Eggman: The Video Game – Part 2“, also immer in den jeweiligen Staffelfinalen, auf. Größer ist seine Rolle in Sonic Prime (2022–2024), als Shadow mysteriöserweise der einzige neben Sonic selbst ist, der seine originale Form behalten konnte und durch das Trümmeruniversum reisen kann.
Der Kinofilm Sonic the Hedgehog 3 (2024) dreht sich hauptsächlich um Shadow the Hedgehog und erzählt zum dritten Mal nach Sonic Adventure 2 (2001) und Sonic X (2003–2005) die Geschichten vom ersten Aufeinandertreffen von Sonic und Shadow, Shadows tragischer Vergangenheit und wie Shadow schlussendlich vom Antagonist auf Sonics Seite wechselt.
| Film- und Serienauftritte von Sonic the Hedgehog | Film- und Serienauftritte von Sonic the Hedgehog | Film- und Serienauftritte von Sonic the Hedgehog |
| Jahr                                             | Film / Serie                                     | Rolle                                            |
| ------------------------------------------------ | ------------------------------------------------ | ------------------------------------------------ |
| 2003–2005                                        | Sonic X                                          | Nebenrolle                                       |
| 2011                                             | Breaking Bad                                     | Cameo-Gastauftritt (Episode 44)                  |
| 2014–2017                                        | Sonic Boom                                       | Nebenrolle                                       |
| 2022–2024                                        | Sonic Prime                                      | Nebenrolle                                       |
| 2024                                             | Sonic the Hedgehog 3                             | Hauptrolle                                       |

## Trivia
Shadow the Hedgehog wurde Mitte Februar 2011 von Guinness World Records auf Platz 25 in der Kategorie „Top 50 Video Game Characters Of All Time“ gelistet.